# Masiela Lusha
Masiela Lusha, född 23 oktober 1985 i Tirana i Albanien, är en amerikansk skådespelare av albanskt ursprung. Hennes familj kom till USA när hon var sju år.
Vid tolv års ålder publicerade hon en bok med dikter skrivna på både albanska och engelska. Hon blev skådespelare och har bland annat spelat "Carmen Lopez" i TV-serien Los Lopez. Hon medverkade även i filmerna Summoning och Cherry Bomb.